# 1993년 5월
| 1993년: 1월 · 2월 · 3월 · 4월 · 5월 · 6월 · 7월 · 8월 · 9월 · 10월 · 11월 · 12월 |

| <          | 1993년 5월 | 1993년 5월 | 1993년 5월 | 1993년 5월 | 1993년 5월  | >             |
| 일         | 월         | 화         | 수         | 목         | 금          | 토            |
|            |            |            |            |            |             | 1 윤3.10 임오 |
| 2 11 계미  | 3 12 갑신  | 4 13 을유  | 5 14 병술  | 6 15 정해  | 7 16 무자   | 8 17 기축     |
| 9 18 경인  | 10 19 신묘 | 11 20 임진 | 12 21 계사 | 13 22 갑오 | 14 23 을미  | 15 24 병신    |
| 16 25 정유 | 17 26 무술 | 18 27 기해 | 19 28 경자 | 20 29 신축 | 21 4.1 임인 | 22 2 계묘     |
| 23 3 갑진  | 24 4 을사  | 25 5 병오  | 26 6 정미  | 27 7 무신  | 28 8 기유   | 29 9 경술     |
| 30 10 신해 | 31 11 임자 |            |            |            |             |               |

| 편집하기 |

## 1993년5월 28일
- 모나코와 에리트레아, 유엔에 가입하다.